# Плотников, Дмитрий Иванович (руководитель)

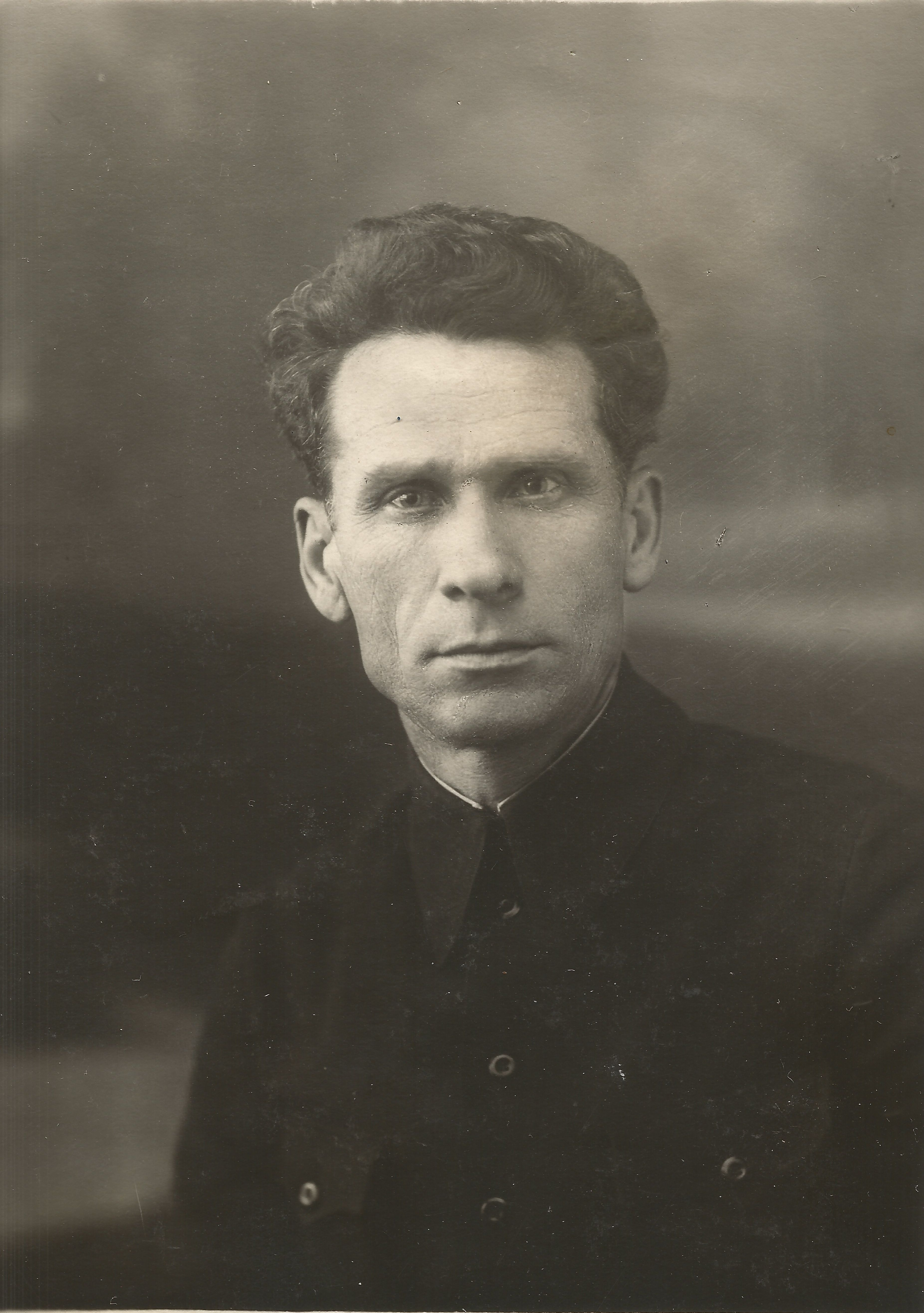
Плотников Дмитрий Иванович, 1943 год

Дмитрий Иванович Плотников (1896 — 25 января 1969) — советский организатор производства: в 1924—1928 годах участвовал на руководящих должностях при организации трестов «Уралзолото», «Акжалзолото», мукомольного треста. Директор крупнейшего в России того времени лесозавода «Красный Октябрь» (1928—1931), замдиректора по строительству авиамоторного завода № 19 им. И. В. Сталина (1931—1933), и. о. председателя горисполкома Перми (1933—1934). Первый руководитель и основатель Свердловского (Сталинского) района г. Перми, 1936-1937 г.г.

## Биография
Родился в 1896 году в г. Ельце Орловской губернии в семье служащего частной Юго-Восточной железной дороги. Окончил городское начальное училище, после чего учился на слесаря у частника и проработал у него два года. Затем поступил в Елецкое железнодорожное депо Юго-Восточнойжелезной дороги, где проработал четыре года до призыва на военную службу.
В армии служил с 1915-го по 1917 г. в 1-й роте Собственного Его императорского Величества железнодорожного полка (1-й Железнодорожный полк) дислоцировавшейся в Царском Селе и обеспечивавшей все железнодорожные поездки императорской фамилии. Сначала службу проходил в команде слесарей, а после переучивания на новую технику (в 1915 году в США было закуплено 500 новых паровозов и часть из них получила Царскосельская железная дорога) в должности помощника паровозного машиниста.

### После Революции 1917-го года
В марте 1917 года в связи с отречением Николая II от престола и Февральской революцией полк был расформирован. В течение 1917 года Плотников работал в Главных железнодорожных мастерских слесарем.
Весной 1918 года добровольно вступил в ряды Красной гвардии и год пробыл на фронте в должности командира взвода 1-го красногвардейского Оренбургского полка. На фронте заболел тифом и ему удалили 1/3 желудка.

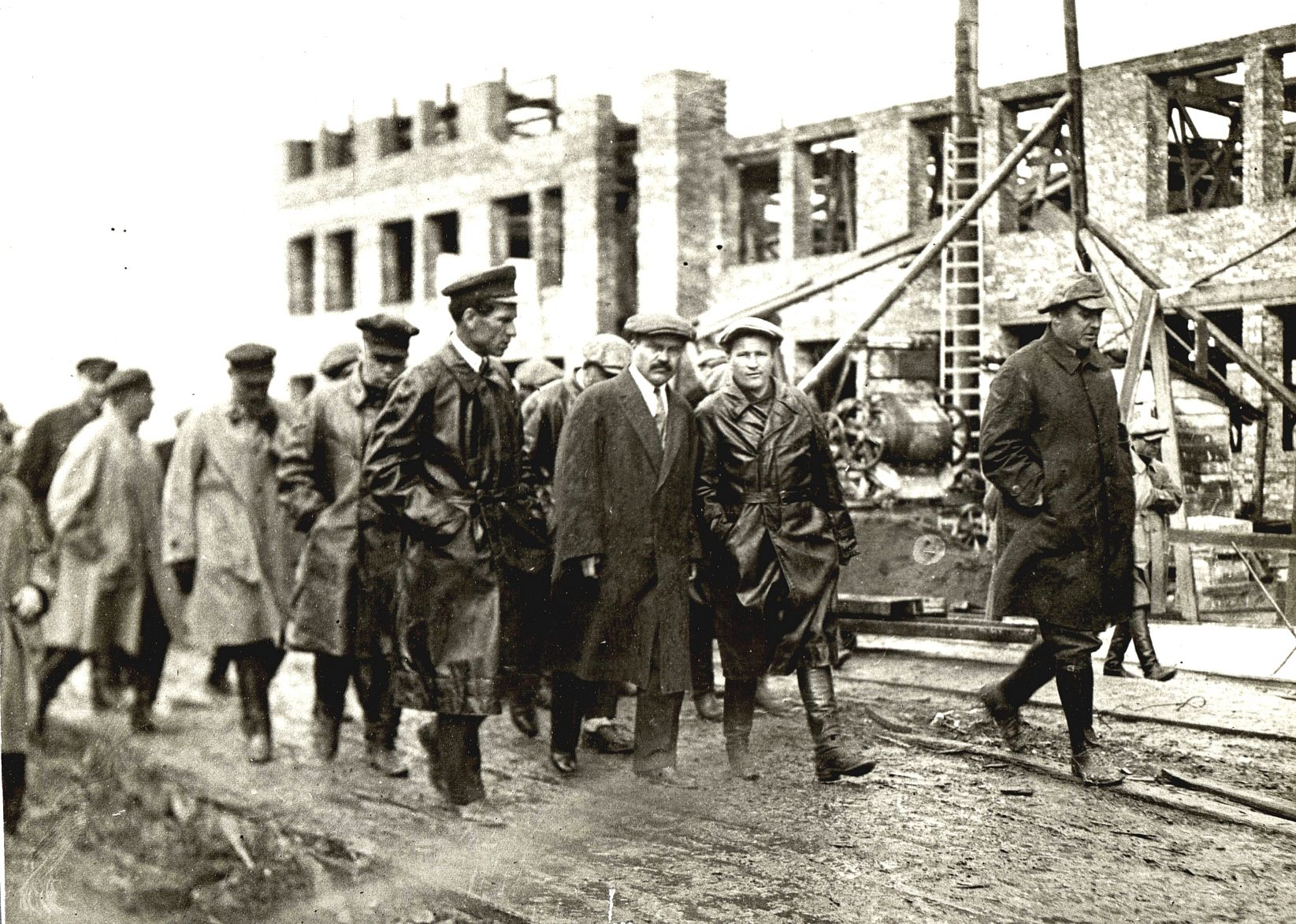
Строительство завода № 19. Молотов, Плотников

По возвращении с фронта в 1919 году вступил в ряды РКП(б).
В мае 1919 года он вновь устроился работать слесарем в Главных железнодорожных мастерских г. Оренбурга, но уже в июне был назначен на должность председателя комиссии помощи красноармейцам.
С 1922 г. он — заместитель заведующего губернским отделом труда г. Оренбурга.
В 1924 г. назначен заместителем управляющего треста «Уралзолото».
В 1926 г. командирован в г. Семипалатинск, где занимал ту же должность во вновь образованном тресте «Акжалзолото».
С октября 1927 г. ему поручена организация мукомольного треста. В должности управляющего этим трестом он работал до мая 1928 г.

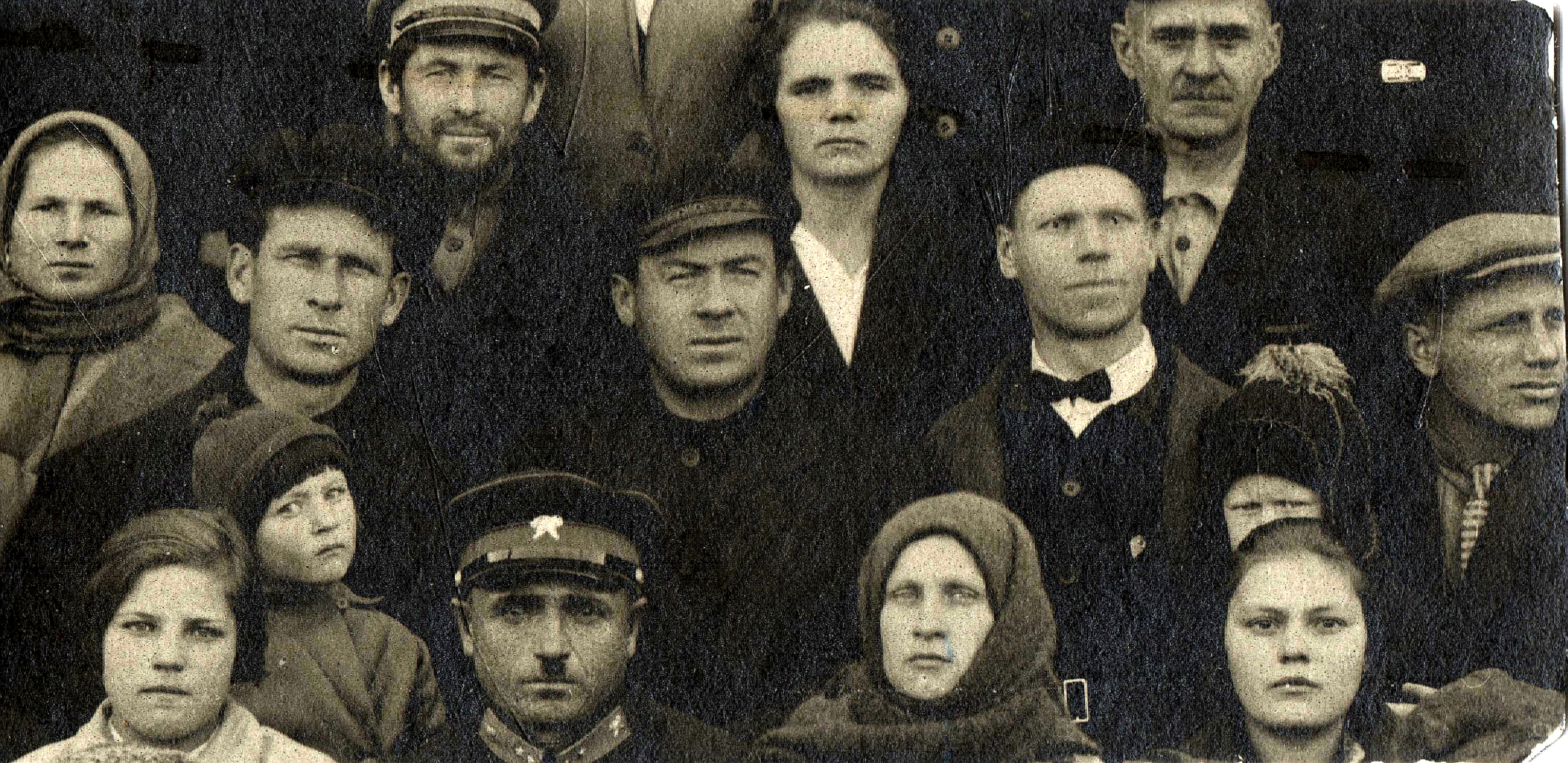
Завод № 19. В центре Плотников,Побережский,Швецов

### Пермский период
В 1928—1931 годах — директор крупнейшего в России того времени лесозавода «Красный Октябрь» в г. Пермь.
С 1931-го по 1933 г. — заместитель директора авиамоторного завода № 19 (им. И. В. Сталина) по строительству. Как он рассказывал: «начинали в чистом поле, а к приезду Молотова в 1932 году часть заводских уже корпусов стояла». Тогда же в 1932 году к юбилею Октябрьской революции за активное участие в строительстве завода № 19 Дмитрию Ивановичу вручили именные серебряные часы с надписью «Красногвардейцу Д. И. Плотникову ударнику завода № 19».

#### В должности и. о. председателя горисполкома Перми
С февраля 1933 по август 1934 года занимал пост первого заместителя председателя исполкома Пермского горсовета, но фактически руководит в то время ещё уездным городом Свердловской области (в связи с перемещениями руководителей, в том числе и в связи с арестами, что в те годы было нормальной практикой, должность председателя горисполкома постоянно была вакантной).
Вместе со строительством в период индустриализации ряда крупных предприятий росла численность населения Перми (по данным переписи населения в 1926 году было 84 804 чел., а в 1939 году уже 306 000 человек, то есть более чем в 3 раза). Дмитрий Иванович вспоминал: «приходилось заниматься всем — от водопровода и трамвая до постройки жилья, люди не могли жить на улице у нас зимой до минус 45 доходит». 17 августа 1934 года состоялся пуск первой очереди Большого Камского водозабора. Водопровод строился Свердловским трестом «Востводострой». Финансировали строительство заводы, которым в первую очередь нужна была техническая вода.

#### Дальнейшая деятельность в Перми
С августа 1934 по сентябрь 1936 года заведовал коммунальным отделом завода им. Сталина и является директором заводского совхоза.
В 1936 году был образован Сталинский район одновременно с двумя другими районами города Перми (Ленинским, Кагановичским), секретарём РК ВКП(б) был избран С. М. Озеров, заместителем секретаря — А. А. Дружков, в состав бюро РК ВКП(б) из 5 членов вошёл Плотников Д. И., также он был избран председателем Сталинского райсовета и работал в этой должности с ноября 1936-го по июль 1937 г.
С 1937 года снова в Пермском горисполкоме. «В связи с арестом значительной части работников Пермского горсовета меня вновь избрали в новый состав Пермского горсовета», где до 1942 года возглавлял городское коммунальное хозяйство, при нём было окончено строительство нового водопровода и фильтровальной станции, а также значительно расширено трамвайное хозяйство.

### В облисполкоме
В 1942 году назначен заведующим отделом промышленности и строительных материалов облисполкома. В это время г. Молотов (название г. Пермь в период 1940-57 годы) и область прибывали эвакуированные заводы со всей страны (всего около 120 предприятий и 300 тыс. рабочих и ИТР).
В июле 1945 г. назначен заведующим отделом коммунального хозяйства облисполкома, где работал до 1948 года.
С июля 1948-го по апрель 1961 г. — заместитель директора по общим вопросам ТЭЦ № 6.
С 1961 г. находился на пенсии. Умер 25 января 1969 года.

## Награды
- Орден Трудового Красного знамени (1967).
- Именные серебряные часы с надписью «Красногвардейцу Д. И. Плотникову ударнику завода № 19» (1932) — к юбилею Октябрьской революции за активное участие в строительстве завода № 19.